# Emmanuel David García
Emmanuel David García (Provincia de Mendoza, Argentina; 8 de julio de 1993) es un futbolista argentino. Juega de mediocampista y su equipo actual es Temperley que disputa la Primera Nacional de Argentina.

## Clubes
| Club                | País      | Año           |
| ------------------- | --------- | ------------- |
| Godoy Cruz          | Argentina | 2015-2016     |
| Gimnasia de Mendoza | Argentina | 2016-2017     |
| FADEP               | Argentina | 2017-2018     |
| Gimnasia de Mendoza | Argentina | 2018-2020     |
| Huracán Las Heras   | Argentina | 2020-2021     |
| Gimnasia de Jujuy   | Argentina | 2021-2022     |
| Temperley           | Argentina | 2022-presente |